# Rob Tielman
Robertus Albert Petrus Tielman, noto come Rob Tielman (Hilversum, 19 agosto 1946), è un sociologo olandese, noto soprattutto per il suo ruolo di primo piano nel campo dell'emancipazione omosessuale e umanista. È stato ed è tuttora attivo in numerosi consigli direttivi, come quelli del Nederlandse Vereniging tot Integratie van Homoseksualiteit COC, dell'Unione Umanista dei Paesi Bassi e dell'Unione Internazionale Umanista ed Etica.

## Gioventù e studi
Proviene da una famiglia mista dal punto di vista religioso e sociale: mentre sua madre apparteneva alla classe media cattolica, suo padre era un operaio ateo e non istruito, il quale divenne direttore della VARA. Ricevette un'educazione cattolica sia da parte materna che nelle scuole primaria e secondaria. Intorno ai sedici anni ruppe con la religione e divenne umanista.
Studiò sociologia dal 1964 al 1967 presso l'Università Cattolica di Nimega e dal 1967 al 1971 presso l'Università di Utrecht. Iniziò la sua carriera come assistente di Piet Thöenes. Presso l'Università di Utrecht, nel 1971, divenne collaboratore scientifico del dipartimento Gruppi Primari e Processi di Socializzazione dell'Istituto Sociologico. Nel 1982 conseguì il dottorato a Utrecht con la tesi Omosessualità nei Paesi Bassi: studio di un movimento di emancipazione. In questa tesi, egli delineò le caratteristiche e la portata della secolare discriminazione sociale degli omosessuali e della resistenza a essa iniziata nel 1911.

## Studi sull'omosessualità
Già durante il periodo universitario a Utrecht, si unì ad un'associazione di studenti omosessuali. Nel 1971 divenne segretario generale del Nederlandse Vereniging tot Integratie van Homoseksualiteit COC, un'associazione impegnata nell'emancipazione delle persone omosessuali nei Paesi Bassi, in un periodo in cui l'organizzazione si stava trasformando da associazione per omosessuali a un vivace gruppo politico di difesa degli interessi, spostando il focus dal “sostegno interno” al “cambiamento sociale”. In questo contesto, introdusse il concetto di integrazione attraverso il confronto. Fu uno dei primi nei Paesi Bassi a interessarsi allo sviluppo storico dell'omosessualità e ottenne due importanti risultati in questo ambito: il trasferimento dell'archivio trascurato del COC presso l'Archivio di Stato, e la conservazione della vasta collezione di libri e dell'archivio del fondatore del COC Jaap van Leeuwen per le generazioni future. Fu presidente della Stichting Homologie e, dal 1982 al 1992, presidente del Gruppo Interfacoltativo di Studi Omosessuali dell'Università di Utrecht, nonché dal 2002 al 2009 membro del consiglio direttivo del Centro Internazionale di Informazione e Archivio Gay/Lesbico (IHLIA) e, dal 1998, segretario della Fondazione per la Cattedra di Studi Lesbici e Omosessuali.

## Umanesimo
Ha dato un volto all'umanesimo nella sfera pubblica e politica e attraverso i mass media, impegnandosi per l'emancipazione degli umanisti nei Paesi Bassi. Entrò in contatto con importanti figure dell'umanesimo nel 1969, durante la sua ricerca presso l'Universiteit voor Humanistiek - HOI (Università per l'Umanesimo). Entrò in contatto, tra gli altri, con Jaap van Praag e Piet Thöenes. Nel 1971 si unì all'Humanistisch Verbond (Unione Umanista dei Paesi Bassi), divenne membro del consiglio direttivo nel 1973 e fu presidente dal 1977 al 1987. Mentre inizialmente il consiglio direttivo dell'Unione Umanista era composto principalmente da professori universitari, con presidenti come Hoetink e van Praag, la nomina di Tielman nel 1977 – prima ancora che avesse conseguito il dottorato – rappresentò una svolta per l'organizzazione. Dopo la presidenza dell'Unione Umanista, nel 1987 divenne professore straordinario di Aspetti Sociali e Culturali dell'Umanesimo a Utrecht. Nel 1995 fu nominato docente senior in Scienze dell'Educazione, sempre a Utrecht. Inoltre, ricoprì altri incarichi direttivi: dal 1986 al 1998 fu (co)presidente dell'Unione internazionale etico-umanistica, dal 1994 al 1999 presidente della European Humanist Professionals, e dal 1991 al 1999 vicepresidente della Federazione Umanista Europea. Dal 2007 è presidente del think tank laico umanista Center for Inquiry Low Countries. L'umanesimo da lui promosso si concentra sull'autodeterminazione dell'individuo e sul diritto di dare forma e contenuto alla propria esistenza. Dal 1996 al 2011 è stato presidente del Humanistisch Historisch Centrum (Centro Storico Umanista).

## Istruzione
Dal 1987 al 2013 è stato presidente della piattaforma nazionale per l'istruzione pubblica CBOO. Dal 1994 al 2005 è stato distaccato dall'Università di Utrecht presso il Algemeen Pedagogisch Studiecentrum (Centro Studi Pedagogici Generali) come consulente della direzione per l'istruzione pubblica e come segretario del Studiecentrum Openbaar Onderwijs (Centro Studi per l'Istruzione Pubblica). E' un sostenitore della scuola pubblica come scuola d'incontro pluralista dal punto di vista filosofico.
Rob Tielman è andato in pensione nel 2005.

## Riconoscimenti
Nel 1987 è stato nominato Ufficiale dell'Ordine di Orange-Nassau e nel 1998 ha ricevuto la Bob Angelo Penning.

## Pubblicazioni in volume
- Homoseksualiteit in Nederland (1982)
- Voorontwerp Humanistisch Perspectief (1983)
- Grondrechtenafweging en de Wet Gelijke Behandeling (1984)
- Socialisatie en Emancipatie (1985)
- Humanistische Sociologie: een Paradox als Paradigma (1987)
- Building a World Community (1989)
- Humanisme onder Kritiek (1990)
- Bisexuality and HIV/AIDS: a Global Perspective (1991)
- Third Pink Book: Gay and Lesbian Rights Worldwide (1993) (curato insieme ad Aart Hendriks e Evert van der Veen)
- Homosexuality as Touchstone (2010)